# Szilas-völgyi-patak
A Szilas-völgyi-patak Komáromtól délre ered, Komárom-Esztergom vármegyében. A patak forrásától kezdve északi irányban halad, majd Komáromnál eléri a Szőny-Füzitői-csatornát.

## Part menti település
- Komárom-Szőny